# 莫里斯島
莫里斯島（英語：Morris Island (Antarctica)）是南極洲的島嶼，位於瑪麗伯德地，處於蘇茲貝格灣，長13公里，美國地質調查局根據美國海軍拍攝的空中照片繪入地圖，現時由南極條約體系管理。